# Leptanilla clypeata
Leptanilla clypeata (лат.) — вид мелких муравьёв рода Leptanilla из подсемейства Leptanillinae (Formicidae). Юго-Восточная Азия.

## Распространение
Встречается в Юго-Восточной Азии: остров Ява (Индонезия).

## Описание
Мелкого размера муравьи жёлтого цвета с 12-члениковыми усиками (длина тела около 2 мм). Близок к виду Leptanilla hypodracos, но у L. clypeata отсутствует базальный зубец на жвалах. Кроме того, голова Leptanilla hypodracos (CI = 76-78) немного уже, чем у L. clypeata (CI = 82-84). Рабочие особи слепые (сложных глаз нет). Жвалы с 3 зубцами. Тело покрыто редкими короткими волосками. Голова длиннее своей ширины, боковые края немного выпуклые. Длина головы (HL) 0,37 мм, ширина головы (HW) 0,31 мм. Усиковые валики и усиковая булава отсутствуют, место прикрепления антенн открытое и расположено около переднего края головы. Скапус усиков короткий (короче головы). Метанотальная бороздка отсутствует. Стебелёк между грудкой и брюшком состоит из двух узловидных члеников (петиоль и постпетиоль). Жало развито. Вид был описан в 2001 году, а его валидный статус был подтверждён в ходе ревизии в 2016 году сингапурским мирмекологом Марком Вонгом (Mark K.L. Wong, National Parks Board, Сингапур) и гонконгским энтомологом Бенуа Генаром (Benoit Guénard, The University of Hong Kong, Гонконг, Китай).
В 2020 году была впервые описана морфология эргатоидной матки. Колония состояла из одной эргатоидной матки, 100 рабочих и 120 личинок почти одинакового размера. Эргатоидная матка L. clypeata демонстрировала питание личиночной гемолимфой, как ранее было продемонстрировано у Leptanilla japonica (Masuko, 1989), причем такое поведение направлено не только на личинок, но и на предкуколок. Матка начала откладывать яйца после частого питания личиночной и предкуколочной гемолимфой.
Морфологическое исследование экзокринной системы у рабочих Leptanilla clypeata выявило наличие не менее 23 желез. Среди них дорсопроксимальная внутричелюстная железа представляет собой новую структуру для общественных насекомых. Эта эпителиальная железа расположена под дорсо-проксимальной частью мандибул, она отличается от всех других внутричелюстных желёз, встречающихся у муравьёв. Железа расположена в углублении кутикулы жвал и состоит из столбчатых клеток с апикальными микроворсинками и базальными инвагинациями. Наличие гладкой эндоплазматической сети указывает на выработку небелкового секрета, хотя функция новой железы остается неизвестной. Другая новая железа может существовать в вентральной части постпетиоля; петиоль и постпетиоль содержат заметные скопления крупных железистых клеток. Наличие трёх эпителиальных желез, связанных с 5-м, 6-м и 7-м стернитами брюшка, явно отличается от наличия единственной стернальной железы, встречающейся у других видов Leptanilla или родственных им Protanilla. В ногах муравьёв обнаружено несколько желёз, хотя их количество, вероятно, является заниженным представлением реальной ситуации. Функция большинства желёз до сих пор неизвестна и представляет собой проблему для дальнейших поведенческих исследований, когда живой материал этих неуловимых муравьев может снова стать доступным в будущем.